# Перегудов, Владимир Васильевич
Перегудов Владимир Васильевич (род. 17 января 1932, Уткино, Центрально-Чернозёмная область) — советский и украинский учёный в области взрывного дела, горный инженер. Кандидат технических наук (1980). Лауреат Государственной премии СССР (1981) и Государственной премии Украины в области науки и техники (1997).

## Биография
Родился 17 января 1932 года в селе Уткино Задонского района Липецкой области.
Окончил среднюю школу и в 1955 году Криворожский горнорудный институт, горный инженер. В 1955—1958 годах — начальник шахты «Северная» рудоуправления имени С. М. Кирова.
В 1958—1972 годах работал в тресте «Дзержинскруда»: старший инженер, заместитель начальника и начальник производственного отдела. С 1972—1974 годах — заместитель директора промышленного объединения «Кривбассруда».
С 1974 года — в промышленно-производственном предприятии «Кривбассвзрывпром»: в 1974—1983 годах — главный инженер, в 1983—1991 годах — заместитель главного инженера, в 1991—2000 годах — заместитель директора, в 2000—2001 годах — заместитель главного инженера.
В 1980 году защитил кандидатскую диссертацию.

## Научная деятельность
Специалист в области взрывного дела. Автор более 90 научных работ, включая 3 монографии, 29 изобретений.
30 лет был членом Междуведомственной комиссии по взрывному делу.
Работая в тресте «Дзержинскруда» участвовал в исследованиях по вопросам технологии и техники подземного буровзрывного комплекса Кривбасса. Участвовал в разработке и внедрении гранулированных взрывчатых веществ, механизации их заряжания, освоении короткозамедленного взрывания глубоких скважин. Проведённые исследования и разработанные предложения реализованы на рудниках, дав существенный технико-экономический эффект.
Работая в «Кривбассвзрывпром» внёс весомый вклад в совершенствование взрывных работ. При участии были разработаны и внедрены в промышленное применение: взрывная технология в карьерах большой мощности; взрывчатые материалы, средства и методы повышения надёжности крупномасштабных взрывов, радиовзрывания. Впервые в Украине разработаны и внедрены средства комплексной механизации взрывных работ: зарядные и забоечные машины, погрузочно-разгрузочное оборудование, механизированные комплексы растаривания гранулированных и приготовления горячельющихся взрывчатых веществ. Внедрены взрывные технологии при получении сверхтвёрдых материалов, упрочнении деталей горнотранспортных машин, утилизации крупногабаритного оборудования, зданий и сооружений, уплотнении грунтов, ликвидации шахтных пусковых установок ядерных стратегических ракет и другого.

## Награды
- Государственная премия СССР (1981) — за разработку и внедрение новых промышленных взрывчатых веществ (в составе группы работников оборонного комплекса);
- Государственная премия Украины в области науки и техники (1997) — за комплекс работ по ресурсосберегающим взрывным технологиям;
- дважды серебряная и дважды бронзовая медаль ВДНХ (1977, 1981, 1982, 1985).